# Andro Bušlje
Andro Bušlje, född 4 januari 1986 i Dubrovnik, är en kroatisk vattenpolospelare. Han ingick i Kroatiens landslag vid olympiska sommarspelen 2008, 2012, 2016 och 2020.
Bušljes första OS-framträdande var i Peking där laget nådde en sjätteplats. I London tog han OS-guld i herrarnas vattenpoloturnering. Hans målsaldo i London var tre mål.
Bušlje tog VM-guld i samband med världsmästerskapen i simsport 2007 i Melbourne. EM-guld tog Bušlje 2010 på hemmaplan i Zagreb.